# Шумейкер, Кэролин
Кэролин Джин Спеллман Шумейкер (англ. Carolyn Jean Spellmann Shoemaker, 24 июня 1929 — 13 августа 2021) — американский астроном, рекордсмен по количеству комет, открытых одним человеком. К 2002 году открыла 32 кометы (в том числе комету Шумейкеров — Леви 9) и более 800 астероидов. Была замужем за астрономом Юджином Шумейкером.

## Биография
Родилась в Галлапе (Нью-Мексико), выросла в Чико (Калифорния). В Университете штата Калифорния в Чико получила степени бакалавра и магистра по истории, политологии и английской литературе. Работала школьным учителем. На свадьбе брата познакомилась с его другом — геологом Юджином Шумейкером; в 1951 году они поженились. В последующие годы занималась воспитанием троих детей. В 1980 году, когда дети выросли, муж предложил ей присоединиться к поиску астероидов, пересекающих орбиту Земли, и комет в Паломарской обсерватории. Используя стереомикроскоп для обнаружения различий на фотографиях одного и того же участка неба, 3 сентября 1983 года открыла свою первую комету. В дальнейшем открыла ещё несколько десятков комет, самой известной из которых стала комета Шумейкеров — Леви 9, обнаруженная в 1993 году совместно с Дэвидом Леви. Столкновение фрагментов этой кометы с Юпитером в июле 1994 года способствовало более внимательному изучению таких проблем, как опасность столкновения Земли с космическими телами и возможность переноса органических веществ кометами. После гибели мужа в автокатастрофе в 1997 году продолжала работать в Паломарской обсерватории. В 1998 году награждена медалью Джеймса Крейга Уотсона.

Кэролин никогда всерьёз не считала себя учёным, хотя почерпнула от мужа много в области геологии и астрономии. Она была откровенным человеком, одарённым необычайным терпением и прекрасным чувством юмора. Перед столкновением с Юпитером репортёр спросил её, что бы произошло, если бы вместо Юпитера все фрагменты кометы упали на Землю. «Мы бы все умерли», — ответила она. Интервьюер объяснил, что это была детская программа, и снова задал вопрос. Второй ответ Кэролин гласил: «Нам всем было бы очень неуютно».

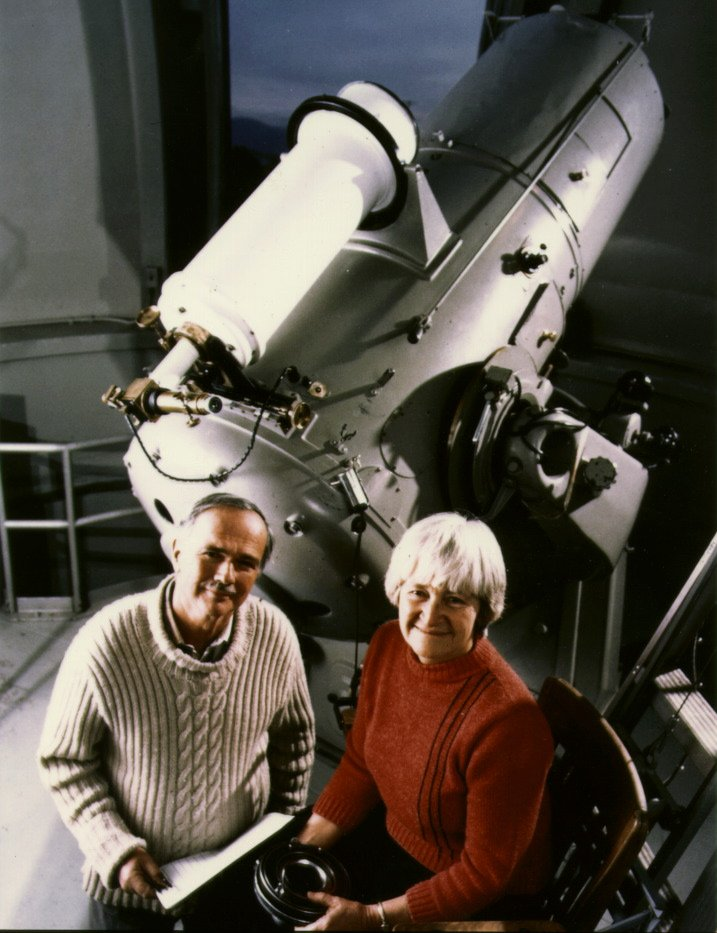
С супругом Юджином в Паломарской обсерватории

Оригинальный текст (англ.)Carolyn never really considered herself a scientist, although she absorbed a large amount of geology and astronomy from her husband. She was a forthright person, gifted with inordinate patience and a fine sense of humour. Before the Jupiter impacts, a reporter asked her what would happen if all the comet’s fragments were to hit Earth instead. “We would all die,” she answered. The interviewer explained that this was for a children’s programme, then posed the question again. Carolyn’s second answer: “We would all be very uncomfortable.”
— Levy D.H. Carolyn S. Shoemaker (1929–2021) // Nature. — 2021. — Vol. 597. — P. 27. — doi:10.1038/d41586-021-02345-5.

## Избранные публикации
- Shoemaker E.M., Shoemaker C.S., Wolfe R.F. Trojan asteroids: populations, dynamical structure and origin of the L4 and L5 swarms // Asteroids II. — University of Arizona Press, 1989. — P. 487-523. — doi:10.1130/SPE247-p155.
- Shoemaker E.M., Wolfe R.F., Shoemaker C.S. Asteroid and comet flux in the neighborhood of Earth // Special Paper of the Geological Society of America. — 1990. — Vol. 247. — P. 155-170. — doi:10.1130/SPE247-p155.
- Weaver H.A. et al. Hubble Space Telescope observations of comet P/Shoemaker-Levy 9 (1993e) // Science. — 1994. — Vol. 263. — P. 787-791. — doi:10.1126/science.263.5148.787.
- Weaver H.A. et al. The Hubble Space Telescope (HST) observing campaign on comet Shoemaker-Levy 9 // Science. — 1995. — Vol. 267. — P. 1282-1288. — doi:10.1126/science.7871424.
- Shoemaker E.M., Shoemaker C.S. The Proterozoic impact record of Australia // AGSO Journal of Australian Geology and Geophysics. — 1996. — Vol. 16. — P. 379-398.
- Levison H.F., Shoemaker E.M., Shoemaker C.S. Dynamical evolution of Jupiter's trojan asteroids // Nature. — 1997. — Vol. 385. — P. 42-44. — doi:10.1038/385042a0.
- Farley K.A., Moǹtanari A., Shoemaker E.M., Shoemaker C.S. Geochemical evidence for a comet shower in the late Eocene // Science. — 1998. — Vol. 280. — P. 1250-1253. — doi:10.1126/science.280.5367.1250.